# Гексаметилфосфотриамід
Гексаметилфосфотриамід, часто скорочено ГМФТА, а також гексаметапол, Амід фосфорної кислоти) з формулою [(CH3)2N]3PO. Ця безбарвна рідина є висококплячим сильно полярним апротонним органічним розчинником що використовується в органічному синтезі.

## Структура й властивості
Гексаметилфосфотриамід можна розглядати як тримід фосфатної кислоти. Він може бути отриманий реакцієо оксихлориду фосфору з диметиламіном.
{\displaystyle \mathrm {OPCl_{3}+3\,HN(CH_{3})_{2}\rightarrow OP(N(CH_{3})_{2})_{3}+3\,HCl} }
Молекула ГМФТА має форму тетраєдра з атомом фосфору і трьома диметиламіно групапи та одним киснем у вершинах. Оскільки три диметиламіногрупи є сильноднорними замісниками зв'язок P=O є сильно поляризованим з помітним негативним зарядом на оксигені. Через це ГМФТА проявляє деякі власитивості фосфіноксидів, скажімо здатен координуватися до іонів металів. Також оксиген ГМФТА утворює міцні водневі зв'язки з протонодонорними сполуками, що зокрема забезпечує його надзвичайно хорошу розчинність у воді та гігроскопічність.

## Застосування
ГМФТА використовується як розчинник для полімерів, газів та органометалічних сполук. Висока полярність (вища за полярність ДМСО та ДМФА, а також висока температура кипіння (233 °C) дозволяють розчинити в ГМФТА сполуки нерозчинні в інших розчинниках. Він селективно сольватує катіони залишаючи малосольватованими й активними аніони чим пришвидшує відносно повільні реакції SN2 заміщення. При розчиненні в ГМФТА тетрамери бутиллітію розпадаються на мономери що сильно покращує селективність реакцій літіювання.
ГМФТА здатен розчиняти невелику кількість металічного натрію утворюючи іони Na+ та блакитні аніонрадикали («сольвати електрону») Ці розчини легко втрачають колір при контакті з киснем повітря, через що голубі розчини натрію в ГМФТА інколи застосовуються в хіміками для детектування домішки кисню в газах.

## Токсичність
ГМФТА може викликати рак і є набагато більш небезпечним за аналогічні полярні апротонні розчинники (ДМСО, тетраалкілсечовини).